# Lorenz Juhl Vogt
Lorenz Juhl Vogt, född den 28 april 1825 i Kristiania, död där den 3 juli 1901, var en norsk ämbetsman och historisk författare, brorson till Jørgen Herman Vogt.
Vogt blev student 1844 och juris kandidat 1849, tjänstgjorde flera år i tulldepartementet och var 1865-1901 tullinspektör i Fredrikshalds distrikt. Han var medlem av flera kommittéer och representerade Fredrikshald i stortinget 1874-76. 
Han författade bland annat Frihandelens fremgang og sejr i Storbritannien og Irland (1864; svensk översättning 1866), Slægten Vogt i gamle dage (1881), Udskibningsrettens udvikling (samma år), Dublin som norsk by. Fra vort ældste kjøbstadsliv (1896) och (i Norsk historisk tidsskrift, 2:e række, bind 5) om den norska trävaruhandeln under föregående århundraden.